# Машрек
Машрек или Машрик (арап. مشرق — „исток”) означава групу земаља арапског културно-историјскиг круга, са изузетком Израела. Појам се изводи од арапске речи машрик (شرق), што значи „Исток” или „Земља излазећег сунца”. Овај појам стоји стога у супротности појму Магреб (مغرب), што значи „Запад”, и означава арапске земље северне Африке. 

## Земље чланице
- Египат
- Јордан
- Палестина
- Либан
- Сирија
- Ирак